# Veljko Babić
Veljko Babić (* 8. November 1910 in Kopjenica, Ključ, Österreich-Ungarn; † 25. Februar 1997 in Pančevo, Bundesrepublik Jugoslawien) war ein jugoslawischer Priester der Serbisch-Orthodoxen Kirche und ein Opfer des Nationalsozialismus.

## Leben
Veljko Babić wuchs als eines von acht Kindern in seinem Geburtsort Kopjenica, nahe Ključ in Bosnien-Herzegowina auf. Er studierte Theologie in Bitola, Mazedonien, und wurde anschließend serbisch-orthodoxer Priester in Banja Luka. Unter anderem war er an der Errichtung der Mariä-Entschlafens-Kirche beteiligt. Nach der Besetzung Jugoslawiens und der Einrichtung des Unabhängigen Staates Kroatien, einem Vasallenstaat der Achsenmächte, floh Babić nach Laktaši. Seine Familie und er wurden jedoch von der Ustascha aufgegriffen und in ein Lager bei Caprag nahe Sisak gebracht. Anschließend wurden sie nach Serbien verjagt. Dort lebte Babić als Priester in Donja Bela Reka und unterstützte dort die Widerstandsgruppe der kommunistischen Jugend (Skojevci). Als er sich bei der Beerdigung von 14 Dorfbewohnern, die von einer deutschen Einheit bei einer Racheaktion getötet wurden, despektierlich äußerte („Unsere Freiheit können sie mit diesem Mord nicht töten“), geriet er ins Visier der Nationalsozialisten.
Am 20. August 1943, bei einem erneuten Angriff auf das Dorf, dem die Ermordung eines deutschen Soldaten durch Partisanen vorausging, wurde Babić verhaftet und zunächst nach Bor ins Gefängnis gebracht. Während seiner Inhaftierung wurden seine Frau und ihr siebenjähriger Sohn ermordet. Babić selbst wurde zunächst ins KZ Banjica gebracht und am 5. November 1943 nach Mauthausen überstellt. Am 19. November 1944 wurde er ins KZ Dachau geschickt. Er wurde dort zum Strafdienst im Krematorium gezwungen. Obwohl er zusammen mit Mitgefangenen einen jüdischen Häftling versteckte und dies entdeckt wurde, überlebte er die Martern des Konzentrationslagers und wurde am 29. April 1945 von US-amerikanischen Truppen befreit.
Nachdem er in einem Militärkrankenhaus gesund gepflegt worden war, erhielt er zunächst ein kirchliches Amt in Strpci bei Prnjavor. Ein Jahr später kündigte er und arbeitete als Angestellter der Gemeinde. Er wurde später in Derventa zusammen mit seiner zweiten Frau sesshaft und arbeitete dort bis zu seiner Pensionierung als Bürgermeister.
1991 musste er zu Beginn des Bosnienkriegs zum zweiten Mal nach Serbien fliehen, wo er seinen Lebensabend verbrachte. Er verstarb am 25. Februar 1997 in Pančevo.